# 梁楷

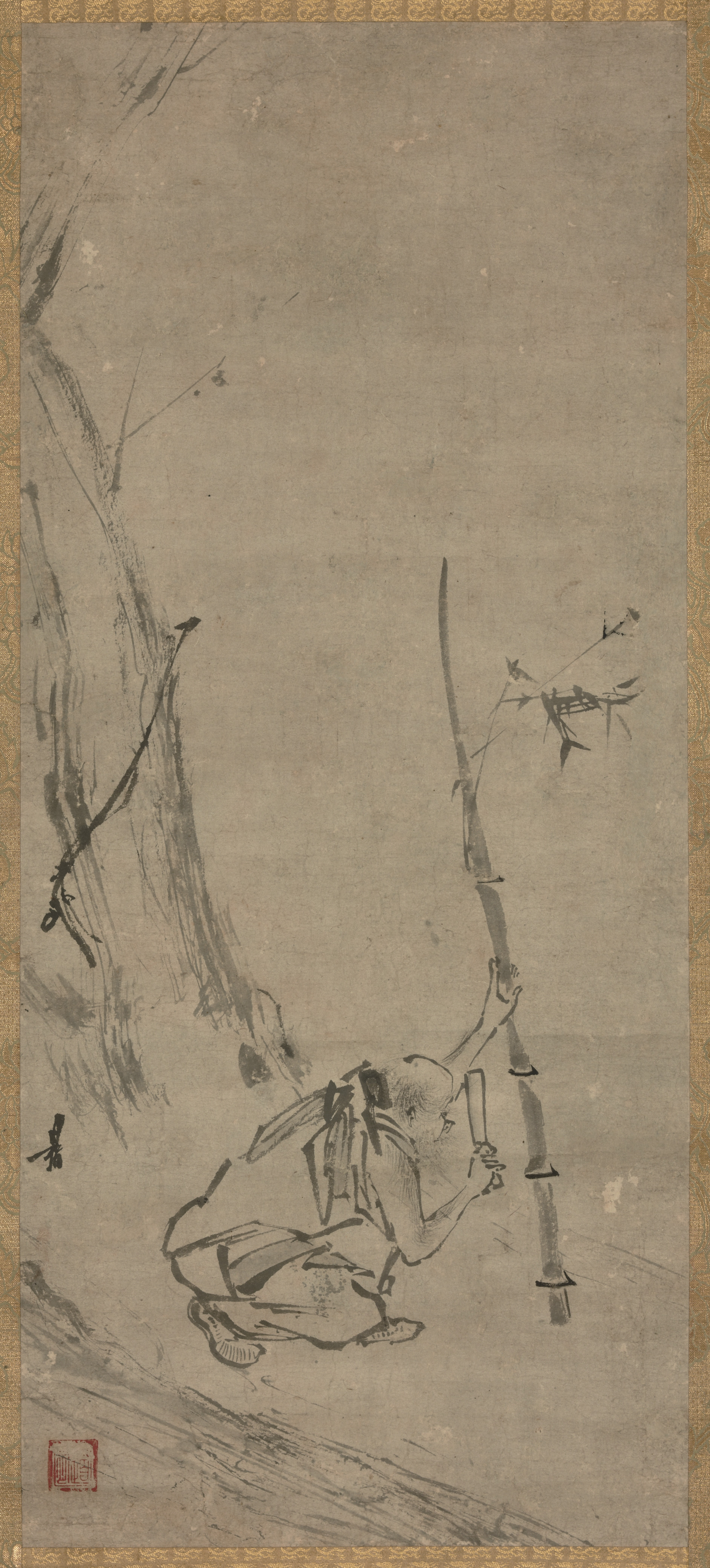
六祖斫竹图

梁楷（1150年—？），祖籍东平（今属山东），居钱塘（今浙江杭州），南宋画家。工人物、佛道、鬼神，兼山水、花鸟。
梁楷性情豪放，不拘礼法，曾自号“梁疯子”，曾经被任命画院待诏，但将金带挂于院中，不受而去。善画山水人物，早期画工笔人物细密工致，“院人见其精描之笔，无不拜伏”，后来演变简括粗放，纵笔挥洒，被称作“折芦描”。粗放的“减笔”极富有创造性，粗粗几笔描画人物情态十分逼真。梁楷开创了中国画水墨写意画法的新局面，对后代写意画法的发展有很大的影响。
其作品“潑墨仙人”展現了水墨之墨韻的精湛美感，是一種簡筆畫的表現形象方式。

## 家族
曾祖梁子美，祖父梁扬祖，父亲梁端，皆为宋朝大臣。

## 作品
作品流传至今的有《六祖斫竹图》、《八高僧故事图》、《泼墨仙人图》等。